# Gemarmerde rietkikker
De gemarmerde rietkikker (Hyperolius marmoratus) is een kikker uit de familie rietkikkers (Hyperoliidae).
De soort werd voor het eerst wetenschappelijk beschreven door Wilhelm Ludwig von Rapp in 1842. Later werd de wetenschappelijke naam Rappia marmorata gebruikt, het niet langer erkende geslacht Rappia is een eerbetoon aan Wilhelm Ludwig von Rapp. De soortaanduiding marmoratus betekent letterlijk vertaald 'gemarmerd'.

## Uiterlijke kenmerken
Deze 2,5 tot 3,5 centimeter lange soort kan gestreept, gespikkeld of effen bruin zijn. Aan de vingers heeft de kikker zowel hechtschijfjes als zwemvliezen.

## Leefwijze
Het voedsel van deze terrestrische, nachtactieve kikker bestaat hoofdzakelijk uit insecten en andere ongewervelden. Het is een zeer goede klimmer, maar bij droogte zit hij liever onder stenen of liggend hout. De kikker schuilt dan ook in huizen en kan worden gevonden achter kasten en schilderijen en in spoelbakken van toiletten.

## Voortplanting
De paartijd vindt plaats in het voorjaar en de zomer. De mannetjes zitten dan bij hun plasje en roepen samen zeer luid. De vrouwtjes reageren hierop en kiezen hun partner om te paren. De langst zittende mannetjes in het koor maken kans om vaker te paren. Na de bevruchting worden kleine eiklompjes in het water afgezet.

## Verspreiding en leefgebied
Deze soort komt voor in delen van oostelijk en zuidoostelijk Afrika en leeft in de landen Gabon, Kenia, Mozambique, Zuid-Afrika, Swaziland, Tanzania en Zimbabwe. De habitat bestaat uit permanente wateren zoals meren en moerassen.